# Albanidi
Le Albanidi (albanese: Albanidet), sono il tratto albanese della catena montuosa a falde Dinarico-Ellenica. Sono delimitate a nord dalle Alpi Dinariche e a sud dal sistema dell'Arco Ellenico, e si estendono per circa 300 km con andamento generale nord-sud.
Le Albanidi - come tutto il sistema Dinarico-Ellenico - si sono formate durante l'orogenesi alpina, per effetto dell'evoluzione tettonico-sedimentaria della microplacca Adriatica in convergenza con la placca euroasiatica.
La catena montuosa è caratterizzata da una marcata asimmetria delle falde, con vergenza verso ovest. Si suddivide in Albanidi interne (ad est) caratterizzate dalla presenza di importanti cinture ofiolitiche, e Albanidi esterne (ad ovest) formate da rocce sedimentarie (evaporiti e flysch).
Le Albanidi sono talvolta chiamate "Alpi Albanesi", (albanese: Alpet Shqiptare), ma questo riferimento è errato in quanto per Alpi Albanesi si intendono la componente più settentrionale delle Albanidi.